# منگ‌والا
منگ‌والا (به انگلیسی: Mangewala) یک منطقهٔ مسکونی در پاکستان است که در پنجاب واقع شده‌است. منگ‌والا ۱۳۳ متر بالاتر از سطح دریا واقع شده‌است.